# 玛丽亚·拉松
玛丽亚·拉松（瑞典語：Maria Larsson，1979年2月18日—），瑞典女子冰球运动员，场上位置是前锋。她曾代表瑞典国家队参加2002年冬季奥林匹克运动会冰球比赛，获得一枚铜牌。